# HSV Zwölfaxing
Der HSV Zwölfaxing (vollständiger Name: Heeressportverein Tanzsport Zwölfaxing) ist ein 1974 gegründeter Sportverein in Zwölfaxing. Bis Ende Februar 2022 verfügt er über mehrere Sparten, darunter Schießen, Tennis und Tanzsport. Mit März 2022 wurde die Sektion Tanzsport eigenständig. Die restlichen Sparten wurden in den neu gegründeten Verein Heeressportverein (HSV) Zwölfaxing-Schwechat ausgegliedert. Der Verein ist Mitglied im Österreichischen Heeressportverband, im Österreichischen TanzSport-Verband (ÖTSV) und im Niederösterreichischen TanzSportVerband.

## Sektion Tanzsport
Der HSV Zwölfaxing Sektion Tanzsport ist die Tanzsportabteilung des Vereins. In sie wurde die Lateinformation ausgegliedert, welche nach der Vereinsgründung zunächst eine Showformation war, um an den österreichischen Staatsmeisterschaften im Formationstanzen teilnehmen zu können.
Das A-Team der Tanzsportabteilung des Vereins gewann von 2004 bis 2015 sowie von 2018 bis 2024 mehr als 18 Mal die Staatsmeisterschaft. Es nimmt als österreichischer Staatsmeister regelmäßig an internationalen Meisterschaften teil und hat mehrfach die Finalrunden erreicht. Das B-Team konnte mehrfach den Vizemeistertitel erringen und qualifizierte sich in der Saison 2018/19 das erste Mal für die Weltmeisterschaft. Ein ebenfalls für den Verein antretendes C-Team tritt wiederholt in der ersten Bundesliga an.

### Musikalische Themen und Erfolge des A-Teams
| Saison | Thema                      | Österreichische Staatsmeisterschaft | Europa- meisterschaft | Welt- meisterschaft                          |
| ------ | -------------------------- | ----------------------------------- | --------------------- | -------------------------------------------- |
| 2000   | „Kiss“                     |                                     |                       |                                              |
| 2001   | „Fire“                     |                                     |                       |                                              |
| 2002   | „Circles“                  |                                     |                       |                                              |
| 2003   | „Gypsy“                    |                                     |                       |                                              |
| 2004   | „Hero“                     | Österr. Staatsmeister               | 6. Platz              |                                              |
| 2005   | „Hero“                     | Österr. Staatsmeister               | kein Bewerb           |                                              |
| 2006   | „Heat“                     | Österr. Staatsmeister               | kein Bewerb           | 10. Platz                                    |
| 2007   | „Heat“                     | Österr. Staatsmeister               | 9. Platz              | 10. Platz                                    |
| 2008   | „Queen“                    | Österr. Staatsmeister               | 6. Platz              | 5. Platz                                     |
| 2009   | „Queen“                    | Österr. Staatsmeister               | kein Bewerb           | 6. Platz                                     |
| 2010   | „Falco“                    | Österr. Staatsmeister               | kein Bewerb           | 7. Platz                                     |
| 2011   | „Falco“                    | Österr. Staatsmeister               | 4. Platz              | 6. Platz                                     |
| 2012   | „And the Oscar goes to...“ | Österr. Staatsmeister               | 5. Platz              | 5. Platz                                     |
| 2013   | „And the Oscar goes to...“ | Österr. Staatsmeister               | 5. Platz              | 6. Platz                                     |
| 2014   | „It’s a beautiful day“     | Österr. Staatsmeister               | 5. Platz              | 5. Platz                                     |
| 2015   | „It’s a beautiful day“     | Österr. Staatsmeister               | kein Bewerb           | 5. Platz                                     |
| 2016   | „It’s a beautiful day“     | Österr. Vizestaatsmeister           | kein Bewerb           | 7. Platz (mit Thema „Pokerface“)             |
| 2017   | „Pokerface“                | Österr. Vizestaatsmeister           | kein Bewerb           | 8. Platz                                     |
| 2018   | „Pokerface“                | Österr. Staatsmeister               | 6. Platz              | 7. Platz (mit Thema „Let me think about it“) |
| 2019   | „Let me think about it“    | Österr. Staatsmeister               | kein Bewerb           | 5. Platz                                     |
| 2020   | „Let me think about it“    | Bewerb abgesagt                     | Bewerb abgesagt       | Bewerb abgesagt                              |
| 2021   | „Let me think about it“    | Österr. Staatsmeister               | Bewerb abgesagt       | 5. Platz (mit Thema „One Chance“)            |
| 2022   | "One Chance"               | Österr. Staatsmeister               | 2. Platz              | 6. Platz                                     |
| 2023   | "One Chance"               | Österr. Staatsmeister               | kein Bewerb           | 2. Platz (mit Thema „Momentum“)              |
| 2024   | "Momentum"                 | Österr. Staatsmeister               | kein Bewerb           | 2. Platz (mit Thema „Momentum“)              |

Bei den ersten World danceSport Games in Kaohsiung, Taiwan, ertanzte die Mannschaft des HSV Zwölfaxing am 17. Oktober 2013 die Silbermedaille hinter dem amtierenden Weltmeister Grün-Gold-Club Bremen.